# Leila Dance
Pour les articles homonymes, voir Dance.
Leila Dance, née en 1977 ou 1978 à Transcona au Manitoba, est une femme politique canadienne.
Elle a été députée à la Chambre des communes de la circonscription d'Elmwood—Transcona de septembre 2024 à avril 2025 sous la bannière du Nouveau Parti démocratique.

## Biographie
Née en 1977 ou 1978 à Transcona au Manitoba, Leila Dance est élue députée à la Chambre des communes lors de l'élection partielle dans la circonsscription d'Elmwood—Transcona tenue le 16 septembre 2024 à la suite de la démission du député néo-démocrate Daniel Blaikie afin d'accepter un poste de conseiller spécial pour les affaires intergouvernementales au sein du bureau du premier ministre du Manitoba, Wab Kinew. Elle remporte avec 48,18 % des voix, une majorité de 1 182 voix sur le candidat conservateur, Colin Reynolds, qui obtient 44,00 % des voix. Lors des élections fédérales de 2025, elle a été battue dans sa propre circonscription par le candidat conservateur Colin Reynolds, qui a remporté le vote avec 41,6 % contre 34,5 % pour elle.